# Borkum
Borkum is een Duits eiland, dat het meest westelijke en tevens grootste is van de Oost-Friese Waddeneilanden. Het eiland ligt voor de kust van de Nederlandse provincie Groningen en maakt deel uit van de landkreis Leer in Oost-Friesland in Nedersaksen.
Het eiland is iets kleiner dan Schiermonnikoog, het kleinste bewoonde Nederlandse waddeneiland. Volgens de deelstaat Nedersaksen had Borkum ultimo 2020 5.002 inwoners.

## Geografie

### Ligging
Borkum ligt ten noorden van de Eemsmonding en ligt dichter bij de Nederlandse kust dan bij het Duitse vasteland. De stad Borkum is de meest westelijk gelegen stad in Nedersaksen.
In 1863 bestond Borkum nog uit twee afzonderlijke eilanden, Westland en Ostland, die door een kreek van elkaar gescheiden waren. De Tüskendörsee (tussendoormeer), een meer van 650 meter lang, toont de oude scheidslijn. De beide eilanddelen duiden duidelijk op een hoefijzervormig uiterlijk van de concentrisch verlopende duinketen, die richting het Randzelgat open is. Het kweldergebied binnen de duinketen bestaat grotendeels uit groene weide en zoutmoerassen.

### Geologie
Borkum is, net als de andere Oost-Friese eilanden, geen fragment van het vroegere vasteland en onderscheidt zich daarmee van de Noord-Friese Waddeneilanden. De ondergrond van Borkum bestaat uit pleistocene en holocene afzettingen. De Oost-Friese eilanden hebben nooit een aaneengesloten ketting gevormd, daarvoor is de getijdenstroming tussen de eilanden te sterk.

### Stadsindeling
Tot de stad Borkum behoren de gelijknamige plaats in het westen van het eiland alsook de kleinere ortsteilen Ostland, aan de oostkant van het eiland en Reede, bij de haven in het zuidoosten.

### Buurgemeenten
Door zijn ligging heeft Borkum geen directe buurgemeenten, maar wel buureilanden en het vasteland. De buureilanden zijn Rottumeroog in Nederland in het westen en Juist, Lütje Hörn, Memmert en de Kachelotplate in het oosten. De drie laatstgenoemde zijn onbewoonde eilanden. De Kachelotplate is een voormalige zandbank, die niet meer regelmatig overstroomt.
De dichtstbijzijnde kust behoort tot Nederland, per veerboot is er een directe verbinding met de Eemshaven. Aan Duitse zijde is Emden de veerhaven voor Borkum. Omdat het eiland ver buiten in de Eemsmonding ligt is de vaartijd van Emden naar Borkum langer dan naar alle andere bewoonde Duitse Noordzee-eilanden, met uitzondering van Helgoland. De dichtstbijzijnde gemeente op het Duitse vasteland is Krummhörn in de Landkreis Aurich.

## Geschiedenis

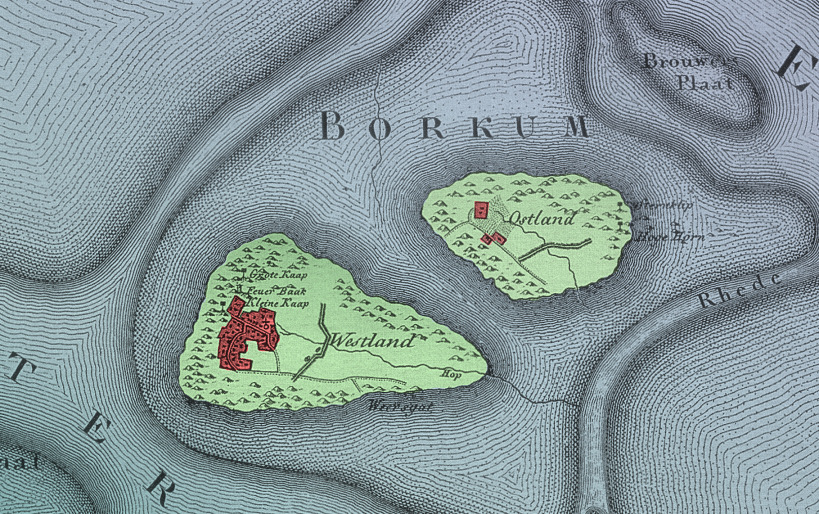
De beide eilanddelen op de kaart van Borkum van Karl Ludwig von Le Coq, 1805

De Oost-Friese eilanden, en daarmee ook Borkum, ontstonden vermoedelijk rond het begin van onze jaartelling. In eerste instantie waren het eenvoudige zandplaten, van waaruit zich langzaam maar zeker de huidige eilanden ontwikkelden.
In de jaren 1227 en 1270 ankerden kruisvaardersvloten voor het eiland, om daar beter weer af te wachten. Onduidelijk is of het eiland toentertijd reeds bewoond was. Van een bevolking wordt voor het eerst rond 1406 gesproken in een vredesverdrag met de Hanze.
In de Hanzetijd was het een zeeroversnest. In de 17e eeuw voeren veel Borkumers als kapitein of harpoenier op Nederlandse walvisvaarders mee. In de 18e eeuw liep de walvisvangst sterk terug en heerste armoede op het eiland. De bewoners trokken weg. In 1811 werd het dieptepunt bereikt en woonden er nog maar 400 mensen. Het eiland was intussen bezet door de Fransen en behoorde tot 1815 tot het Departement Oost-Friesland van het Koninkrijk Holland.
Al vele decennia voor de machtsovername door de nationaalsocialisten in 1933 bestond er een sterk antisemitisme op Borkum. Het eiland zette zich tegen concurrent Norderney af met het dagelijks gespeelde antisemitische Borkum-Lied. Uit het Duits vrij vertaald: "Op de stranden van Borkum telt alleen Duitsheid, alleen Duits is de vlag. Wij zullen het schild van eer hoog houden, Germania, voor eeuwig en altijd! Maar wie u nadert met platte voeten, met kromme neuzen en krullend haar, zal niet van uw strand genieten; de Jodenluis moet weg!" Hiervoor werd een populaire melodie met een andere tekst gebruikt. Door deze tekst kwam ook het oorspronkelijke lied in opspraak. Op 19 en 20 december 1934 werden vanaf Borkum twee door Wernher von Braun ontwikkelde raketten gelanceerd. Na de Tweede Wereldoorlog hebben de Borkumers met nadruk afstand genomen van deze mensonwaardige uitingen van intolerantie.
Borkum is een gewild toeristenoord. Vanaf 1834 kwamen er vakantiegangers op het eiland, aanvankelijk uit Emden. Het toerisme nam een grote vlucht. In 1850 telde men 252 bezoekers, in 2003 was het aantal gestegen tot 270.000.

### Ontwikkeling van de naam Borkum
Het eiland werd in 1227 voor het eerst met naam genoemd als Borkna, vervolgens in 1398 als Borkyn en sinds 1554 is de aanduiding Borkum in gebruik. De naam heeft zich vermoedelijk ontwikkeld uit het woord burkn, Oudnoords voor varens. Later werd daaraan nog het achtervoegsel -um voor huis toegevoegd.

## Politiek

### Stadsraad
Borkum heeft de status van stad. De gemeenteraad van het eiland bestaat uit zestien gekozen leden die voor een periode van vijf jaar zijn verkozen. Naast de raad heeft ook de burgemeester stemrecht. De huidige raadsperiode begon op 1 november 2021.
| Partij/Groepering     | 2006 | 2011 | 2016 | 2021 |
| --------------------- | ---- | ---- | ---- | ---- |
| CDU                   | 6    | 6    | 6    | 4    |
| SPD                   | 4    | 5    | 6    | 4    |
| Bündnis 90/Die Grünen | 2    | 4    | 2    | 2    |
| FDP                   | 1    | 1    | -    | -    |
| Borkums Freie Liste   | -    | -    | 2    | 6    |

### Burgemeester
Vanaf 1 juli 2005 was Kristin Mahlitz (SPD) burgemeester, de eerste voltijdsburgemeester van Borkum. Zij opteerde niet voor een tweede termijn van zes jaar en bij de burgemeestersverkiezing op 11 september 2011 werd de onafhankelijke kandidaat Georg Lübben met 52,5% van de stemmen verkozen. Op 1 november trad hij in functie. In 2020 volgde de onafhankelijke kandidaat Jürgen Tönjes Akkermann hem op.

## Bezienswaardigheden

Ligging van Borkum binnen de Oost-Friese eilanden

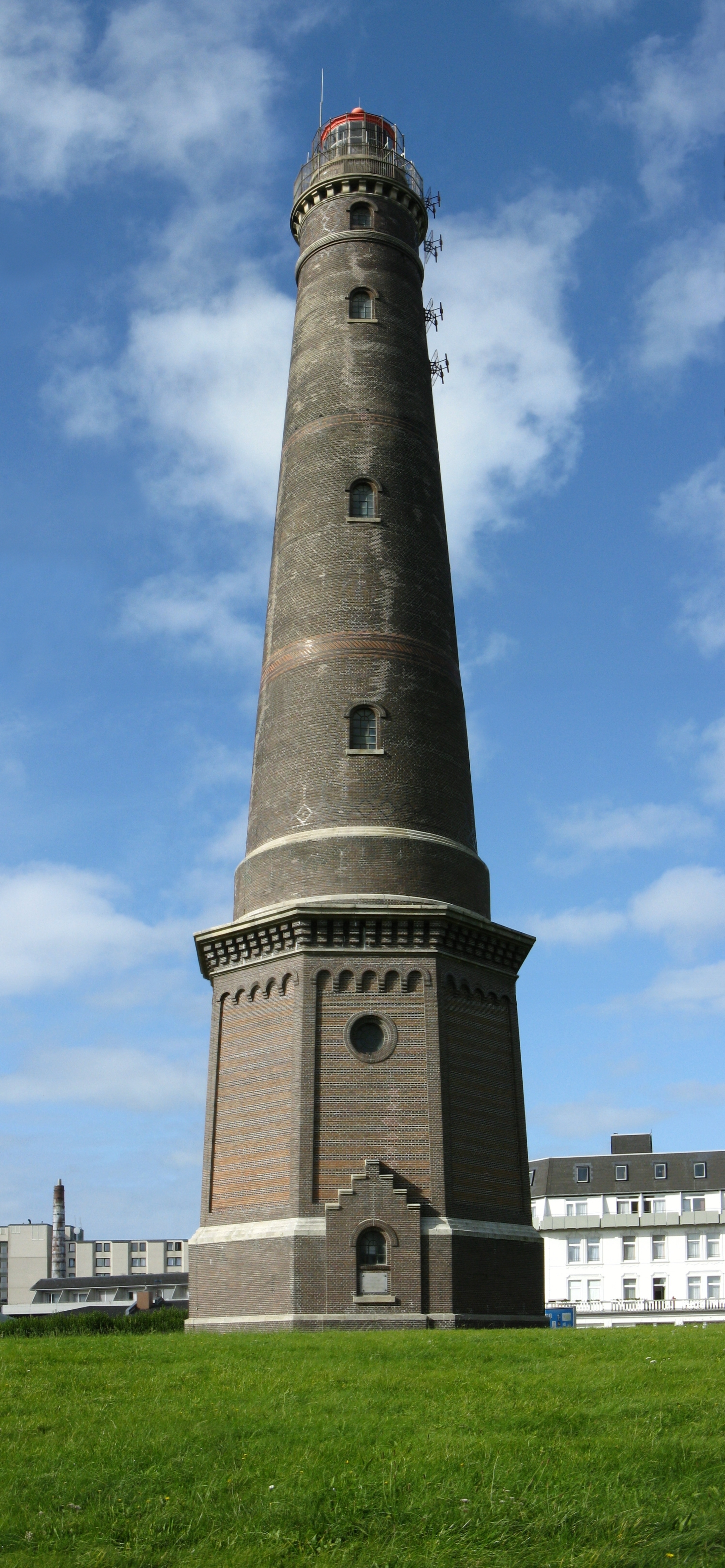
Nieuwe vuurtoren

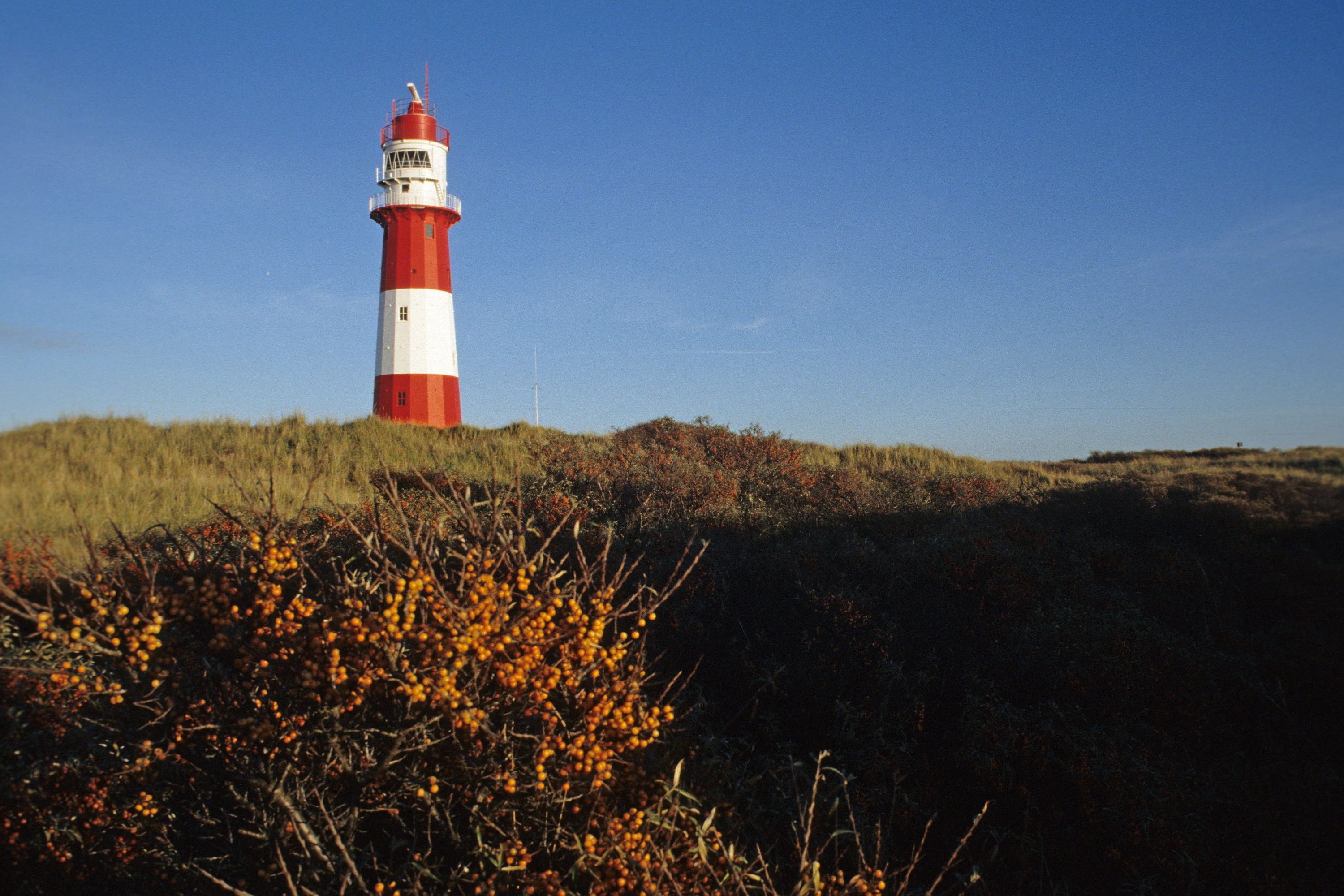
Kleine (elektrische) vuurtoren

Vanwege zijn ligging in de Eemsmonding werden op Borkum reeds vroeg bakens ter markering van het Eemsvaarwater gebouwd. Er bevinden zich drie vuurtorens en daarnaast nog andere oriëntatiepunten op het eiland.
In 1576 werd de oude vuurtoren gebouwd. Hij is daarmee het oudste gebouw en tevens herkenningsteken van het eiland. De 45 meter hoge, rechthoekige toren ontstond op het fundament van de oude Borkumer kerktoren en diende aanvankelijk slechts als oriëntatiepunt bij dag. Pas in 1817 kreeg de "Alte Leuchtturm" een lichtbron, die met behulp van paraboolspiegels en 27 olielampen bediend werd. In februari 1879 werd het lichtbaken van de vuurtoren door een brand in de toren verwoest. De toren zelf kon dankzij zijn solide bouw behouden blijven en dient tegenwoordig als uitzichttoren.
De nieuwe vuurtoren van Borkum bevindt zich aan de westzijde van het eiland en werd na de brand van de oude vuurtoren in 1879 in zes maanden gebouwd. De nog immer actieve vuurtoren dient sinds 15 november 1879 als oriëntatie voor de Eemsmonding. Bij de bouw van de 60,3 meter hoge ronde toren werden 1,5 miljoen zwartbruine bakstenen gebruikt. Tot zijn top heeft de toren 319 traptreden.
De kleine vuurtoren van Borkum aan het zuidstrand is de derde vuurtoren op Borkum en werd in 1888/1889 gebouwd. De rood-witte vuurtoren werd als prototype voor een reeks van in totaal negen in Duitsland gebouwde vuurtorens gebruikt. Zijn bijnaam "der Elektrische" kreeg de toren voor het feit, dat hij de eerste voor elektrisch gebruik gebouwde vuurtoren in Duitsland was. De vuurtoren bestaat uit losse, 27 millimeter dikke gietijzeren segmenten. De toren bereikt een totale hoogte van 32 meter. Hij werd in de zomer van 2003 buiten dienst gesteld, omdat de vaargeul in de Eemsmonding door sedimentafzettingen was veranderd. Sinds 1970 dient de toren daarnaast nog als antennedrager voor de verkeerscentrale Eems, die in Duits-Nederlandse samenwerking wordt geleid.

## Economie en infrastructuur
Het eiland gold tijdens de Hanzetijd als vluchtplaats voor piraten. De bekende zeerover Klaus Störtebeker zou volgens de legende in het zuiden van het eiland een schat hebben begraven. De eilandbewoners lagen regelmatig in conflict met de heersers van Oost-Friesland over de belasting op aangespoelde goederen, die rond deze tijd nagenoeg de enige inkomstenbron voor de Borkumers waren.
In de 18e eeuw bracht de walvisvangst de bewoners, die meestal als kapitein of harpoenier op de Nederlandse walvisvaart voeren, een zekere welvaart. Vele straatnamen op Borkum en andere relicten herinneren nog aan deze tijd. In de 18e eeuw nam de walvisvaart echter als gevolg van de Vierde Engels-Nederlandse Oorlog af en verdween uiteindelijk. Als gevolg daarvan ontstond er armoede op het eiland en verlieten vele inwoners Borkum. Rond 1811 woonden er nog rond de 400 personen.

### Militair
Vanaf het begin van de 20e eeuw was Borkum een belangrijke militaire post. In 1902 kreeg het eiland de status zeevesting. De marine breidde voor haar militaire transport de Borkumer Kleinbahn uit met aftakkingen. In 1934 begon Wernher von Braun met het testen van raketlanceringen op Borkum, die later in Peenemünde werden voortgezet.
In 1957 vestigde de nieuw opgerichte Bundesmarine een basis in Borkum, waar vooral landingsvaartuigen gestationeerd werden. Daarnaast waren er mariniers en een opleidingsschool op het eiland aanwezig. Als gevolg daarvan ontstonden er talloze arbeidsplaatsen bij de Bundeswehr en waren meer dan 20% van de verzekeringsplichtigen werkzaam bij de marine. In 1996 werd de opleiding opgeheven en naar Stralsund verplaatst.

### Toerisme

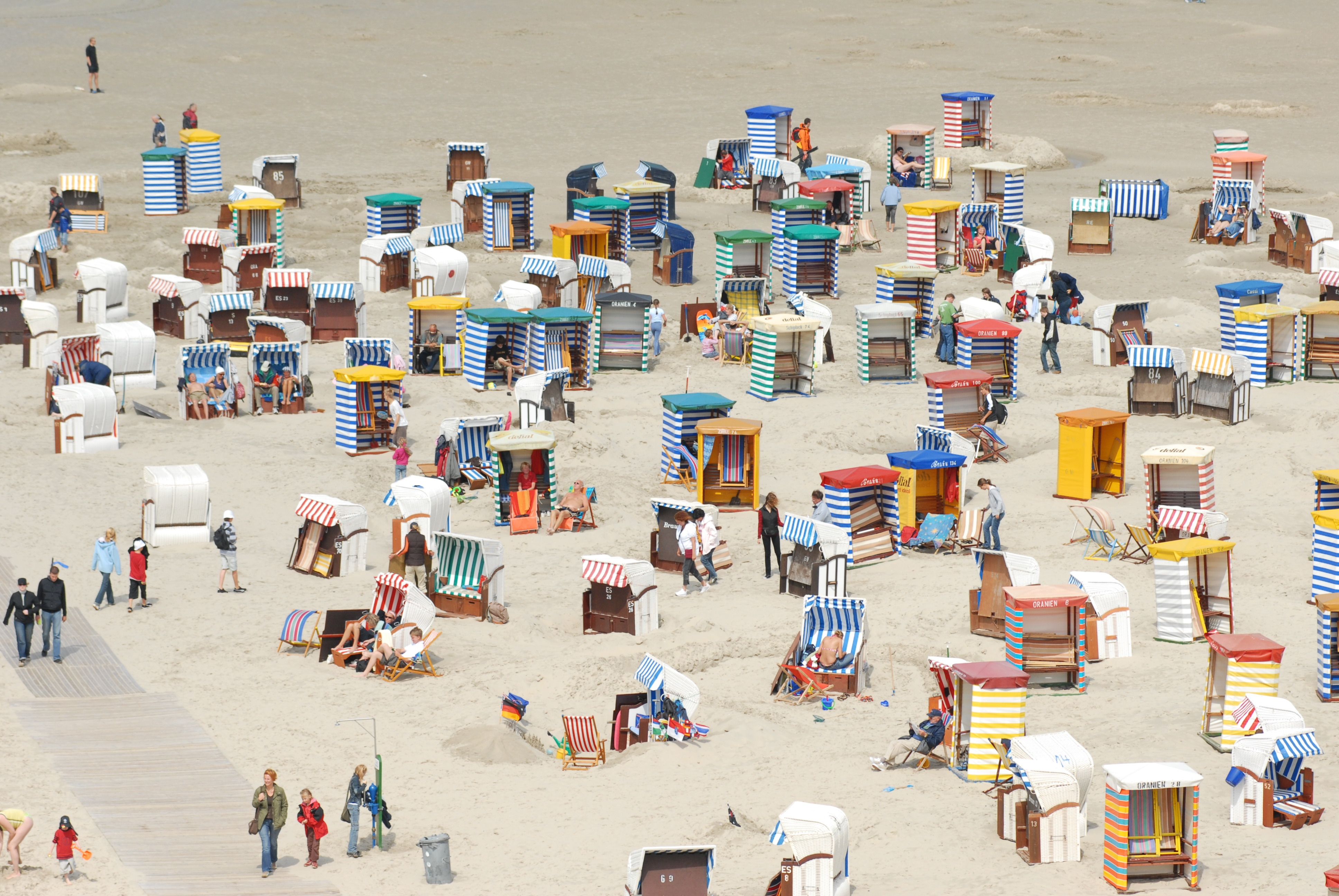
Borkum, strandkorven

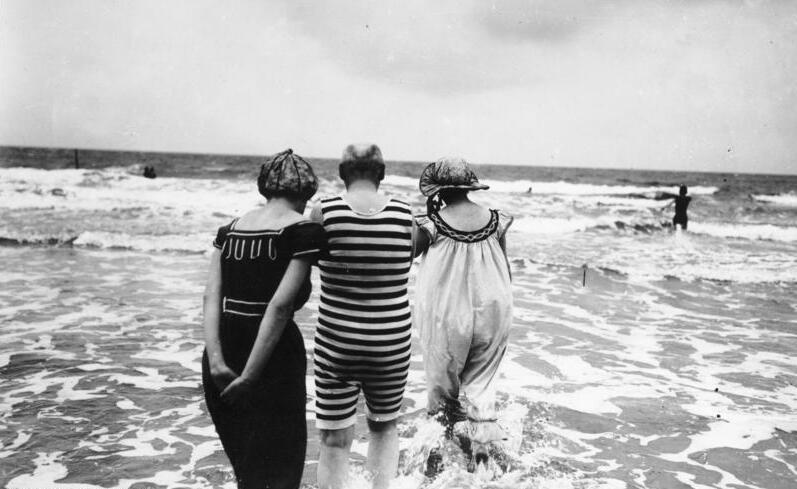
Borkum 1909, Badgasten

Na het korte intermezzo als deel van het Franse departement Ems-Oriental onder de heerschappij van Napoleon tussen 1810 en 1813 kwamen vanaf 1834 de eerste vakantiegangers, voornamelijk gegoede burgers uit Emden, naar het eiland. Tien jaar later, in 1844, ontstonden de eerste accommodaties voor badgasten en werd het toerisme als inkomensbron ontdekt. Sindsdien is het aantal toeristen, dat Borkum als vakantie-, ontspannings- of kuurbestemming gebruikt, continu gestegen. Bij de eerste registratie van vakantiegangers in 1850 werden nog 252 bezoekers geteld, terwijl aan het einde van de 20e eeuw meer dan 200.000 mensen het eiland bezochten.
Tijdens de Tweede Wereldoorlog waren er beperkingen voor recreatief bezoek, omdat het eiland aan de Noordwest-Duitse grens van militaire betekenis was. Na het einde van de oorlog moesten in eerste instantie talrijke overblijfsels uit de weg worden geruimd. Oude bunkers stonden nog jarenlang het gebruik van het strand in de weg.
In 2009 kreeg de stad Borkum na een omvangrijke risicoanalyse door de International Life Saving Federation het predicaat „Lifeguarded Beach / Bewachter Badestrand“ ("bewaakt badstrand") voor zijn vier stranden. Het eiland is daarmee de eerste gemeente aan de Duitse Noordzeekust waaraan dit certificaat is verleend.

### Verkeer
Borkum is per autoveer bereikbaar vanaf Emden en vanaf de Eemshaven in Nederland. De veerdiensten worden geëxploiteerd door AG Ems. Verder is er een kleine luchthaven, die in de Tweede Wereldoorlog werd gebouwd als militair vliegveld. Ook staan er op Borkum twee vuurtorens. De nieuwe vuurtoren van Borkum werd geopend in 1889.

#### Scheepvaart

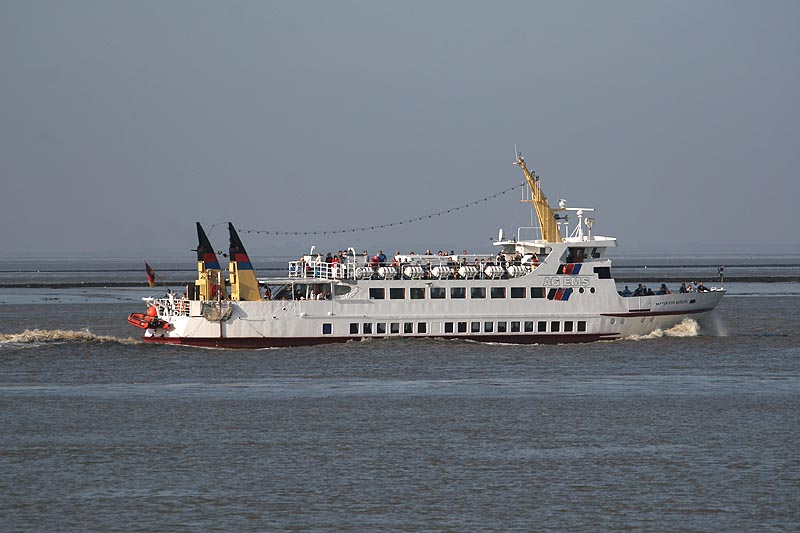
Veer Wappen von Borkum

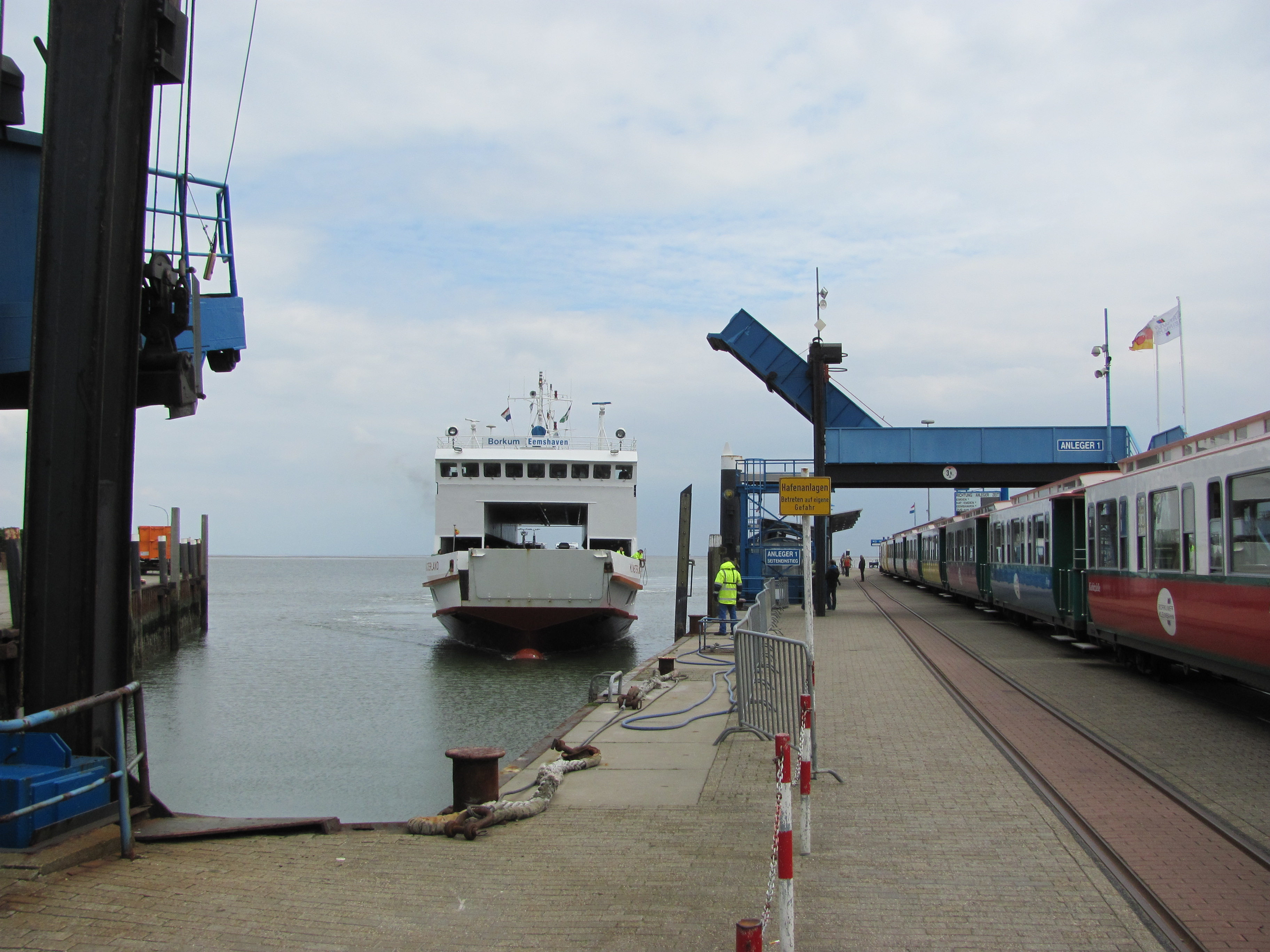
De haven van Borkum: Hier kunnen passagiers van het veer overstappen op de Borkumer Kleinbahn

Het vervoer van en naar het eiland vindt met veerboten plaats. De rederij AG Ems voert een regelmatige lijndienst met verschillende schepen tussen het eiland en havens in Nederland en Duitsland. De vaartijd tussen Borkum en de Nederlandse Eemshaven bedraagt normaliter 50 minuten; naar de haven van Emden duurt de overtocht circa 2½ uur. Daarnaast vaart de rederij met catamarans, waarbij de overtocht in zestig minuten wordt afgelegd.
De overtocht is getij-onafhankelijk, dat betekent dat de veerdienst geen rekening hoeft te houden met het getijde en op vaste tijden kan afvaren.

#### Motorvoertuigen
Het eiland is naast Norderney het enige Oost-Friese eiland waarop met particuliere motorvoertuigen gereden mag worden. Het verkeer wordt tijdens het zomerseizoen echter sterk gereguleerd. Hiervoor zijn twee zones ingericht. De stadskern is als rode zone volledig afgesloten voor particuliere auto's en aanverwante voertuigen. Buiten de stadskern mag alleen overdag, van 7 tot 21 uur, met particuliere voertuigen gereden worden.

#### Trein en bus

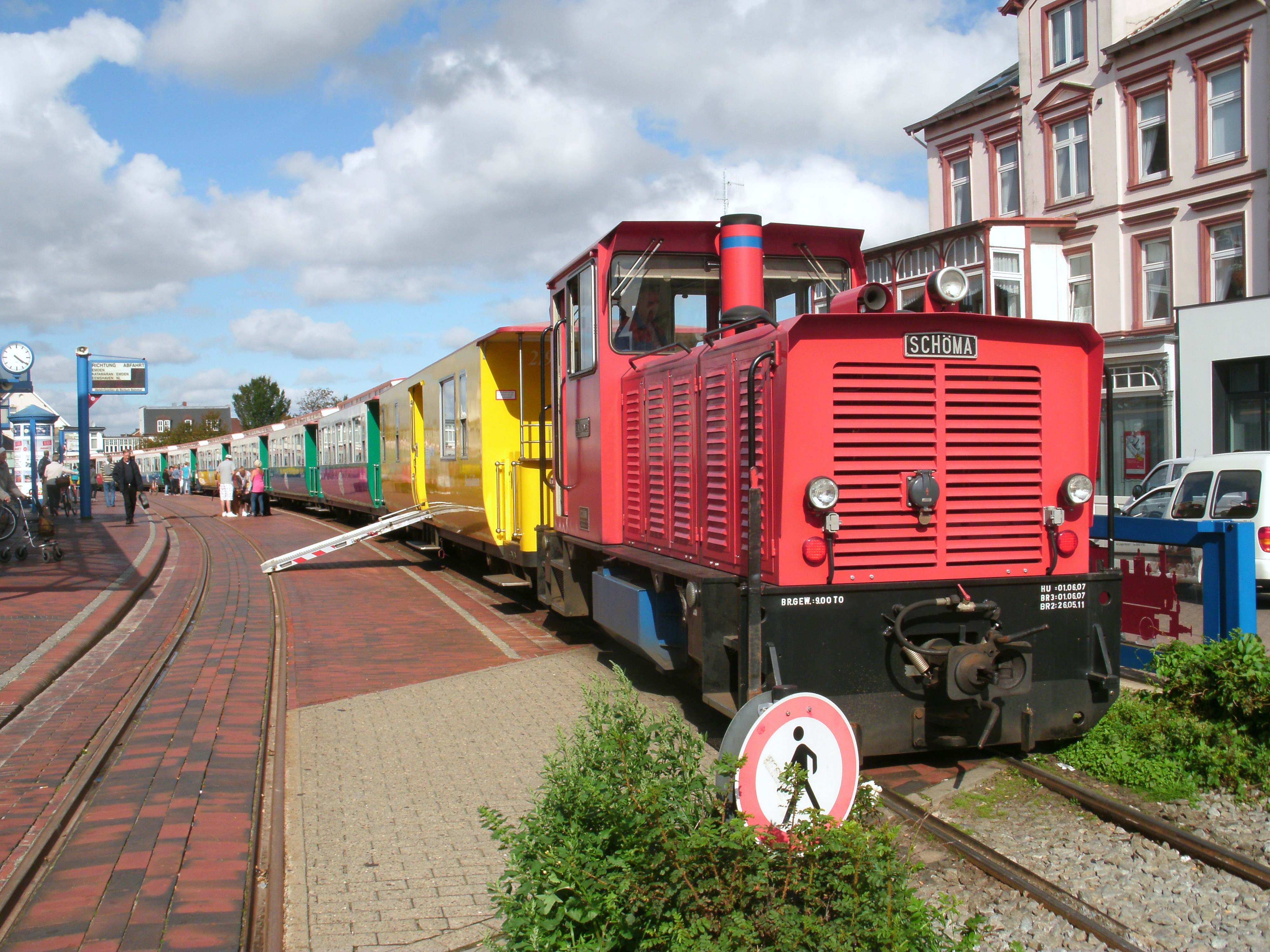
Het Inselbahnhof met trein.

De zeven kilometer lange, gedeeltelijk tweesporige smalspoorlijn met een spoorwijdte van 900 millimeter werd in 1888 opgeleverd en verbindt de plaats Borkum met de veerhaven. Naast het station in het centrum zijn er ook haltes bij „Jakob-van-Dyken-Weg“ en „Borkum-Reede“. In de jaren veertig bestonden er naast het hoofdspoor talrijke andere militaire sporen die de verschillende vestingen met elkaar verbonden. Een andere spoorlijn, waarvan de eerste meter bij het hoofdstation nog te zien is, voerde naar het Ostland. In de jaren zeventig kwam de Kleinbahn in economische problemen, maar vanwege het sterk groeiende toerisme werd de lijn steeds belangrijker. De Borkumer Kleinbahn beschikt over vier locomotieven die met koolzaadolie aangedreven worden.
Naast de spoorlijn is er nog een regelmatige busdienst die grotendeels parallel met de spoorlijn verloopt. Enkele bussen rijden tot het ortsteil Ostland, dat niet door de trein bediend wordt.
Op het waddeneiland rijdt sinds het april van 2017 bij de onderneming Borkumer Kleinbahn een elektrische bus. In december 2017 volgde een tweede elektrische bus.

#### Luchtvaart
Ten oosten van de stad bevindt zich Flugplatz Borkum, dat wordt aangedaan door lijndiensten en chartervluchten vanaf Emden en Hamburg. De vliegtijd vanaf Emden bedraagt ongeveer 15 minuten. Daarnaast wordt het vliegveld door privévliegtuigen gebruikt.

## Media
Op Borkum verschijnt het dagblad Borkumer Zeitung. Het blad is sinds 2019 onderdeel van de Zeitungsgruppe Ostfriesland (ZGO). De ZGO verzorgt de regionale pagina's over Oost-Friesland, de lokale redactie het nieuws van het eiland. De landelijke en internationale artikelen worden door de ZGO geselecteerd uit het aanbod van de Neue Osnabrücker Zeitung. Op zondag ontvangend de abonnees Sonntags Rapport.

## Galerij

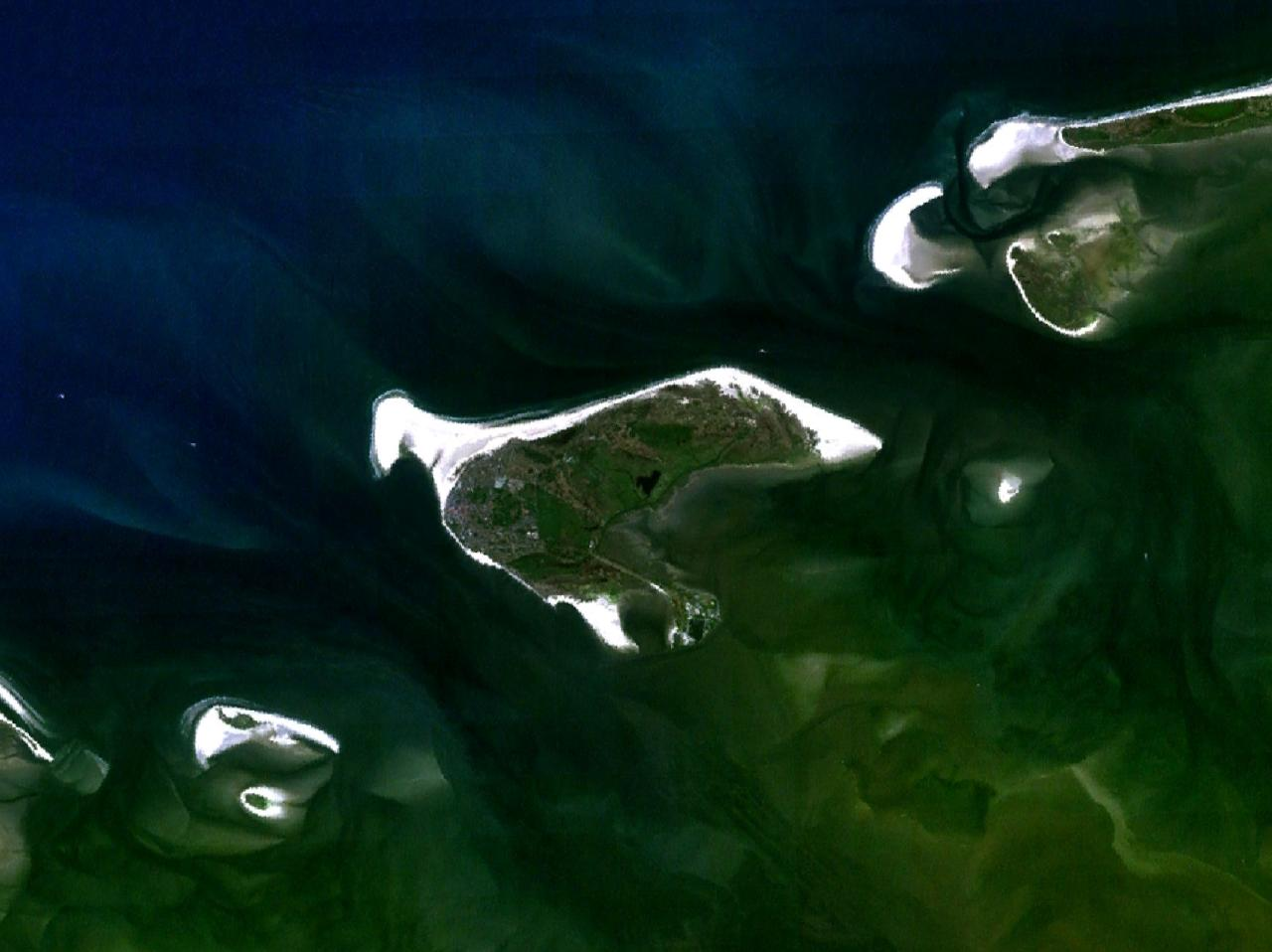
Satellietfoto van Borkum
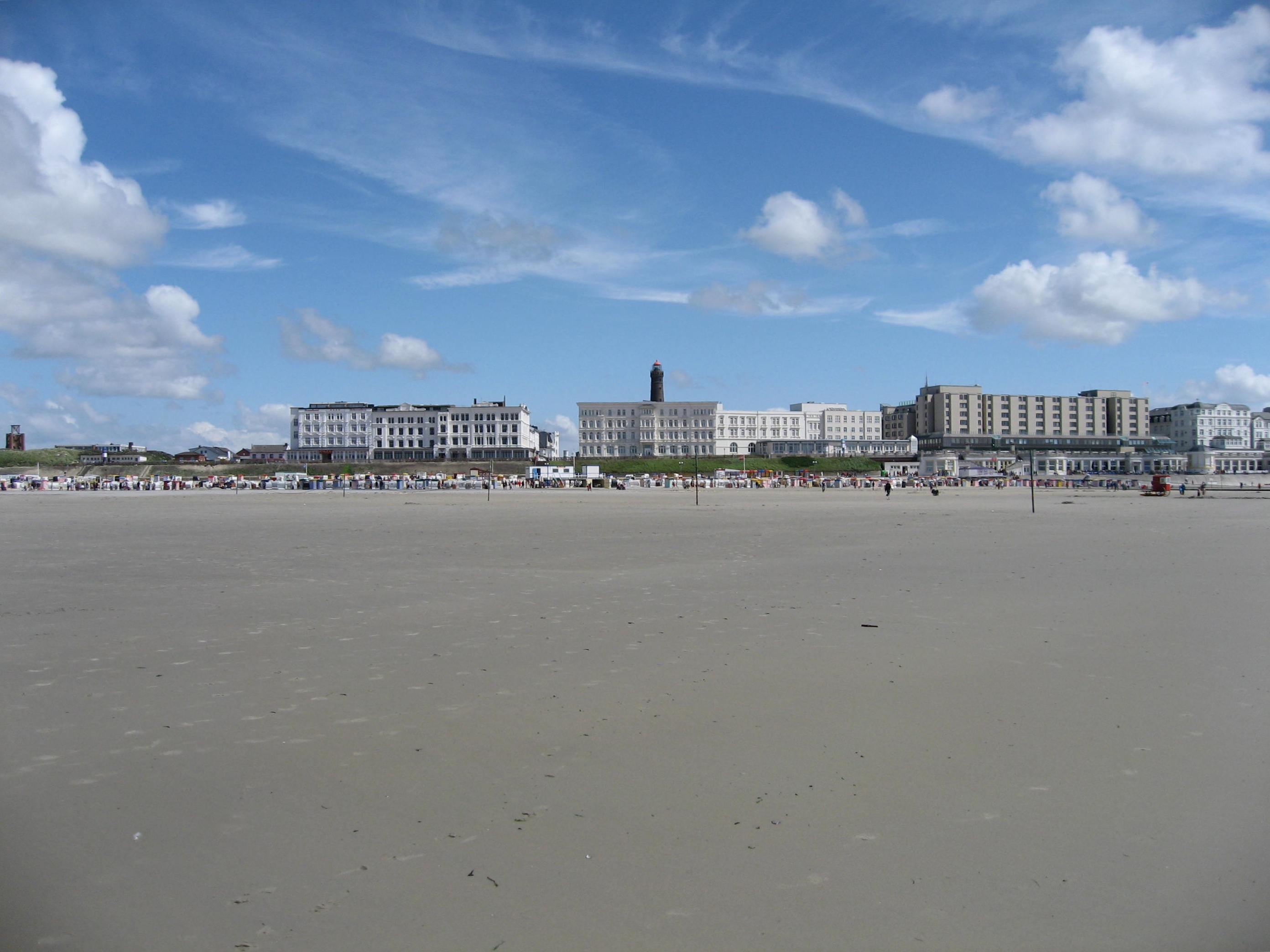
Strandpromenade (met in de achtergrond de nieuwe vuurtoren)
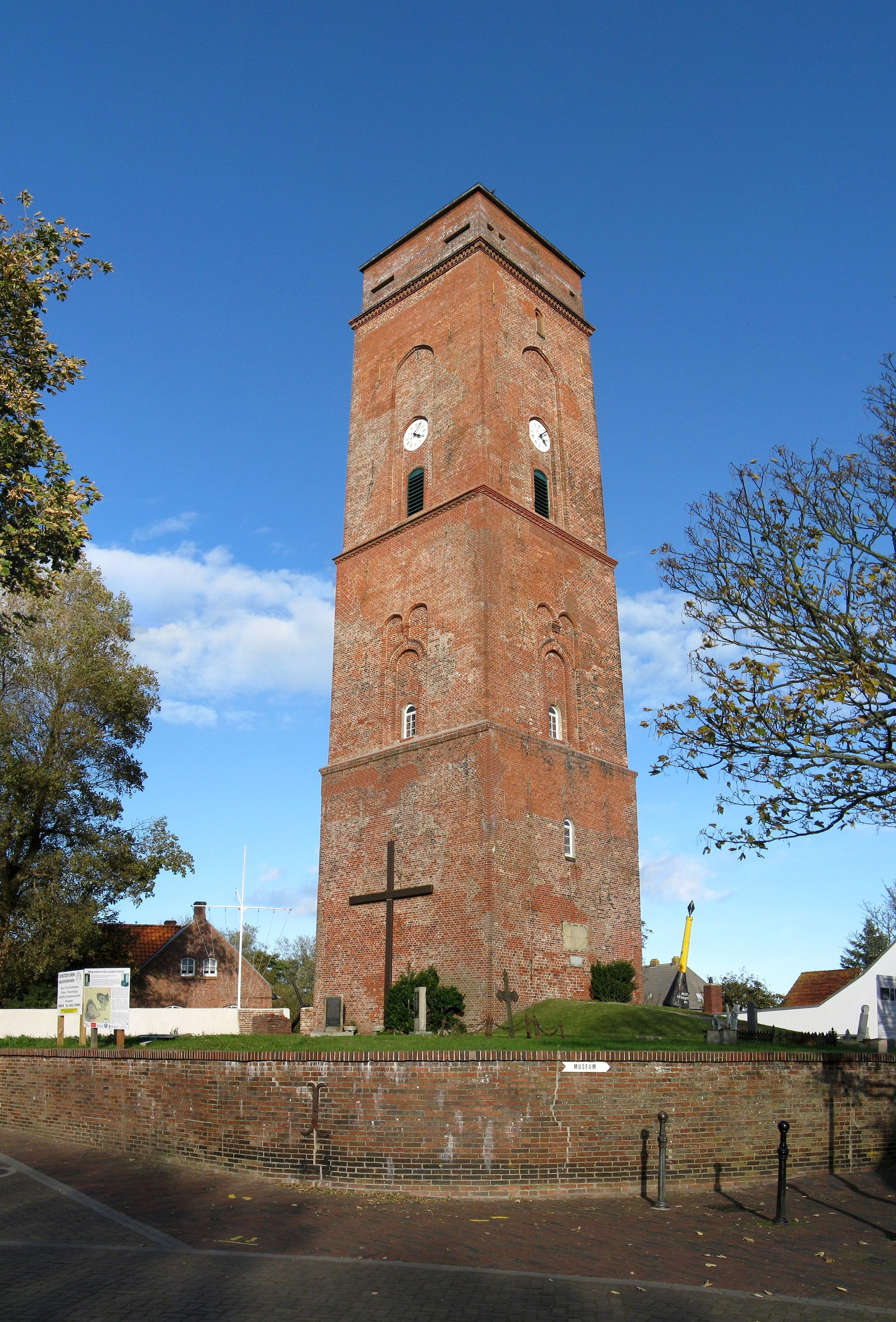
Oude vuurtoren van Borkum
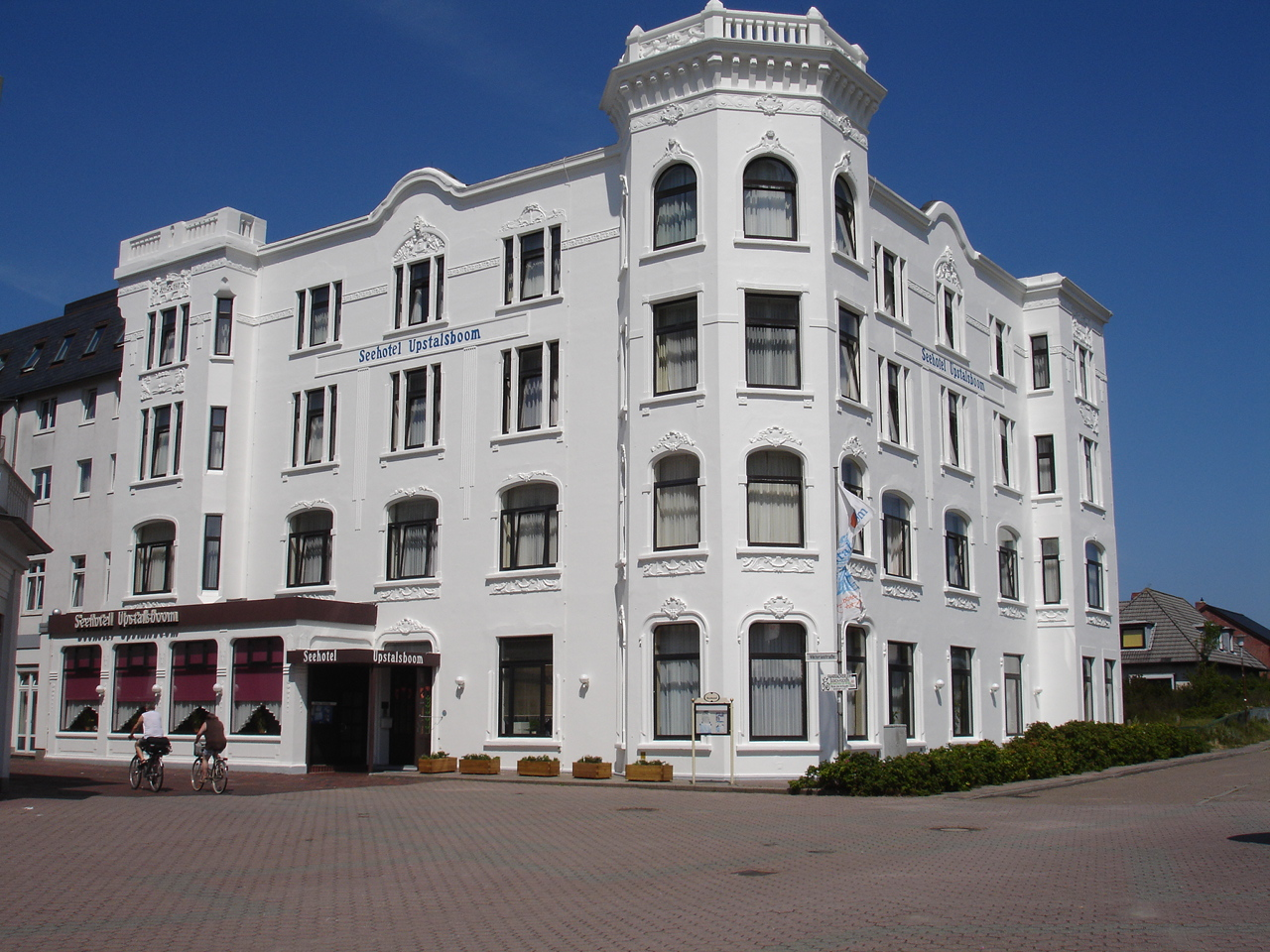
Hotel Upstalboom